# 오두막 (영화)
《오두막》(영어: The Shack)은 2017년 공개된 영화로, 스튜어트 헤이즐딘이 감독, 존 푸스코가 각본을 맡았다. 2007년 윌리엄 폴 영의 동명 소설을 원작으로 한다.

## 줄거리
가족 여행 중 사랑하는 막내딸을 잃고 깊은 슬픔에 잠긴 채 살아가는 남자 맥(샘 워딩턴)에게 어느 날 의문의 편지 한 통이 도착한다.
정체불명의 ‘파파’로부터 온 편지는 딸을 잃은 바로 그 오두막으로 그를 초대하고 주변의 만류에도 불구하고, 맥은 혼자 오두막으로 향한다.
오두막에 도착한 맥은 신비로운 세 사람과 만난 후, 마법과도 같은 믿을 수 없는 경험을 하게 된다.

## 출연
- 샘 워딩턴 : 맥 필립스 역
- 옥타비아 스펜서 : 파파 역
- 라다 미첼 : 낸 필립스 역
- 라이언 로빈스 : 에밀 역
- 그레이엄 그린 : 파파(남성) 역
- 메건 카펜티어 : 케이트 필립스 역
- 게이지 먼로 : 조쉬 필립스 역
- 에밀리 홈즈 : 비키 역
- 레인 에드워즈
- 팀 맥그로 : 윌리 역
- 데릭 해밀턴 : 맥 아버지 역
- 아멜리 이브
- 아비브 알러시
- 앨리스 브라가 : 소피아 혹은 지혜(wisdom) 역